# Karlheinz Bauer (Unternehmer)
Karlheinz Bauer (* 24. April 1928 in Schrobenhausen) ist ein deutscher Bauingenieur und Bauunternehmer.

## Leben
Karlheinz Bauer wurde als Sohn des Karl Bauer und dessen Ehefrau Luise, geb. Kastner, in Schrobenhausen geboren. Das Familienunternehmen Bauer entwickelte sich aus einer Kupferschmiede, deren Gründer 1790 aus Niederbayern nach Schrobenhausen kam. Karlheinz Bauer gehört der sechsten Generation seit Gründung an. In der ersten Hälfte des 20. Jahrhunderts erfolgte der Wandel zu einem Brunnenbaubetrieb, ab Mitte des Jahrhunderts zu einem kontinuierlich wachsenden und heute weltweit tätigen Bau- und Maschinenbau-Konzern – der Bauer AG. 
Karlheinz Bauer zählt zur „Flakhelfer-Generation“ und machte nach Kriegsunterbrechung 1946 in Augsburg das Abitur. An der Technischen Universität München absolvierte er bis 1951 das Bauingenieur-Studium, anschließend eine Referendarzeit beim Bayerischen Staat. Es folgte die Dissertation zum Thema Die Veränderungen im Grundwasserstrom durch Staustufen und Wasserverluste im Stauraum in weiten Tälern mit alluvialer Füllung, abgeschlossen im Sommer 1954 an der Technischen Universität Karlsruhe.
Als der Vater Karl Bauer 1956 unerwartet starb, gehörte er schon vier Jahre dem Familienunternehmen an und führte nun – unterstützt von Ehefrau Marlies Bauer, geb. Zenger – den Betrieb. Er leitete den Übergang vom Brunnenbaubetrieb zum Bauunternehmen für Spezialtiefbau ein. 
Mitentscheidend für den steilen Aufstieg des Unternehmens war im Jahre 1958 die Erfindung des Injektionsankers in Lockergestein. Seither können große freie Baugruben hergestellt werden; anstatt der bislang üblichen und hinderlichen  Aussteifungen mit Holzträgern werden nun Verbauwände seitlich im Erdreich verankert. Der Anker wurde patentiert, ebenso später viele weitere Verfahren. Da im Markt nur mangelhafte Maschinen für die neuen Techniken vorhanden waren, begann Karlheinz Bauer ab 1969 auch die Maschinenkonstruktion und -herstellung, erst mit einem Ankerbohrwagen, 1976 mit dem ersten Drehbohrgerät.  
1984 nahm Karlheinz Bauer – die Familie hatte sechs Kinder – seinen Sohn Thomas Bauer als Mitgeschäftsführer in das Unternehmen, wenige Jahre später zog er sich dann von der Geschäftsführung zurück und wechselte als Vorsitzender in den Aufsichtsrat. Unter der Führung von Thomas Bauer wuchsen die Firmen der BAUER Gruppe zu einem weltweit tätigen Konzern. Bis zum Jahr 2005 stand Karlheinz Bauer dem Aufsichtsrat vor. Zum Börsengang der Bauer AG am 4. Juli 2006 gab er den Vorsitz an Klaus Reinhardt ab. Seinen Sitz im Aufsichtsrat behielt Bauer bis zum Jahr 2011.

## Auszeichnungen
- 1983: Bundesverdienstkreuz Erster Klasse der Bundesrepublik Deutschland
- 1990: Goldene Bürgermedaille der Stadt Schrobenhausen
- 1993: Ehrendoktorwürde der Technischen Universität München
- 1996: Leo-von-Klenze-Medaille des Bayerischen Innenministeriums für herausragende Ingenieurs-Leistungen
- 1998: Ehrenbürgerwürde der Stadt Schrobenhausen
- 1998: Bayerischer Verdienstorden
- 2007: Ehrendoktorwürde der Technischen Universität Sofia, Bulgarien